# Walter Feilchenfeldt
Walter Feilchenfeldt (* 21. Januar 1894 in Berlin; † 9. Dezember 1953 in Zürich) war ein deutscher Verleger und Kunsthändler.

## Leben und Wirken

### Berlin
Walter Feilchenfeldt war ein Sohn des praktischen Arztes Leopold Feilchenfeldt; sein Großvater war der Rabbiner Fabian Feilchenfeld. 1919 trat er als Mitarbeiter in den Verlag von Paul Cassirer ein und wurde 1922 Mitglied der Geschäftsleitung. 1924 wurde er Teilhaber der Paul Cassirer Kunsthandlung und führte nach Cassirers Tod die Kunst- und Verlagsbuchhandlung zusammen mit Grete Ring (1887–1952), der Nichte Max Liebermanns, fort. 1930 lernte er den Schriftsteller Erich Maria Remarque kennen, den er für die Kunst begeisterte, der sein Kunde wurde und mit dem ihn eine langjährige, bis zu seinem Lebensende andauernde Freundschaft verband. Im Oktober 1932 fand als letzte Auktion des Hauses Cassirer die Versteigerung des Nachlasses von Lesser Ury statt.

### Amsterdam
Feilchenfeldt verließ Berlin 1933 wegen der Verfolgung durch die Nationalsozialisten auf Grund seiner jüdischen Abstammung nach Abgeltung der Reichsfluchtsteuer und emigrierte nach Amsterdam. Dort übernahm er von Helmuth Lütjens (1893–1987) die Leitung der 1923 gegründeten Filiale, die anschließend zum Hauptsitz der Kunsthandlung wurde. Es gelang ihm noch, die wertvollsten Bilder des Berliner Hauptgeschäfts sowie die Kunstgegenstände der von ihm betreuten Kunden ins Ausland zu versenden. In Amsterdam heiratete er 1936 Marianne Breslauer. 1939 wurde ihr erster Sohn Walter Feilchenfeldt geboren, der Schriftsteller Erich Maria Remarque wurde sein Patenonkel.
Die Mitinhaberin Grete Ring löste 1937 den in Berlin verbliebenen Buchverlag auf und gründete in London die Kunsthandlung Paul Cassirer Limited.

### Zürich
Noch vor der Besetzung der Niederlande im Jahr 1940 siedelte Feilchenfeldt mit seiner Familie in die Schweiz über, wo er in Ascona und in Zürich wohnte. Von dort aus konnte er einigen Künstlern und Schriftstellern zur Flucht aus Deutschland verhelfen. 1944 wurde sein zweiter Sohn Konrad Feilchenfeldt geboren. 1948 gründete er in Zürich die Kunsthandlung Walter Feilchenfeldt, die er bis zu seinem Tod 1953 leitete. Die Kunsthandlung wurde bis 1990 von seiner Frau Marianne Breslauer-Feilchenfeldt geführt. 1966 trat sein Sohn Walter Feilchenfeldt in das Geschäft ein, welches er bis 2011 leitete, inzwischen ist er Leiter einer Kunstvermittlung AG in Zürich.